# Лек (Нідерланди)
Лек (нід. Leek, Нідерландською: [leːk] ( прослухати)) — село в нідерландській провінції Гронінген. Входить до муніципалітету Вестерквартір.
Його площа становить 6,17км², а населення станом на 2021 рік складало 11 175 осіб.
Мало статус окремого муніципалітету до 1 січня 2019 року.

## Галерея

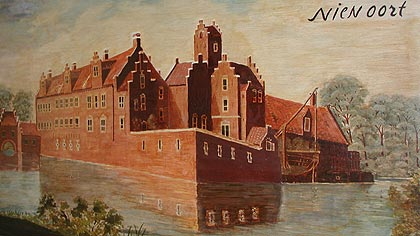
Замок Нінорд до його руйнування у 1850 році
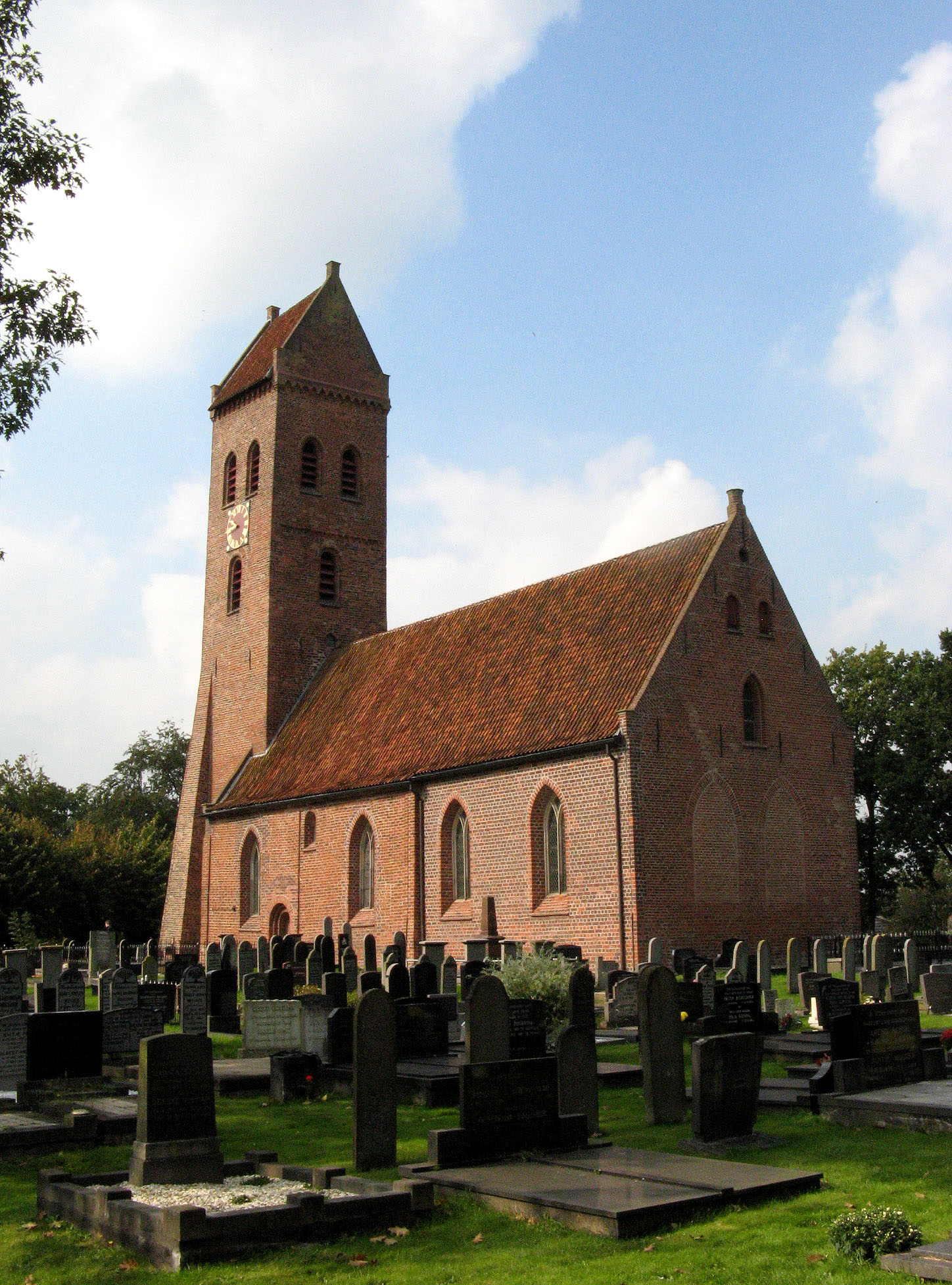
Церква у Мідволде
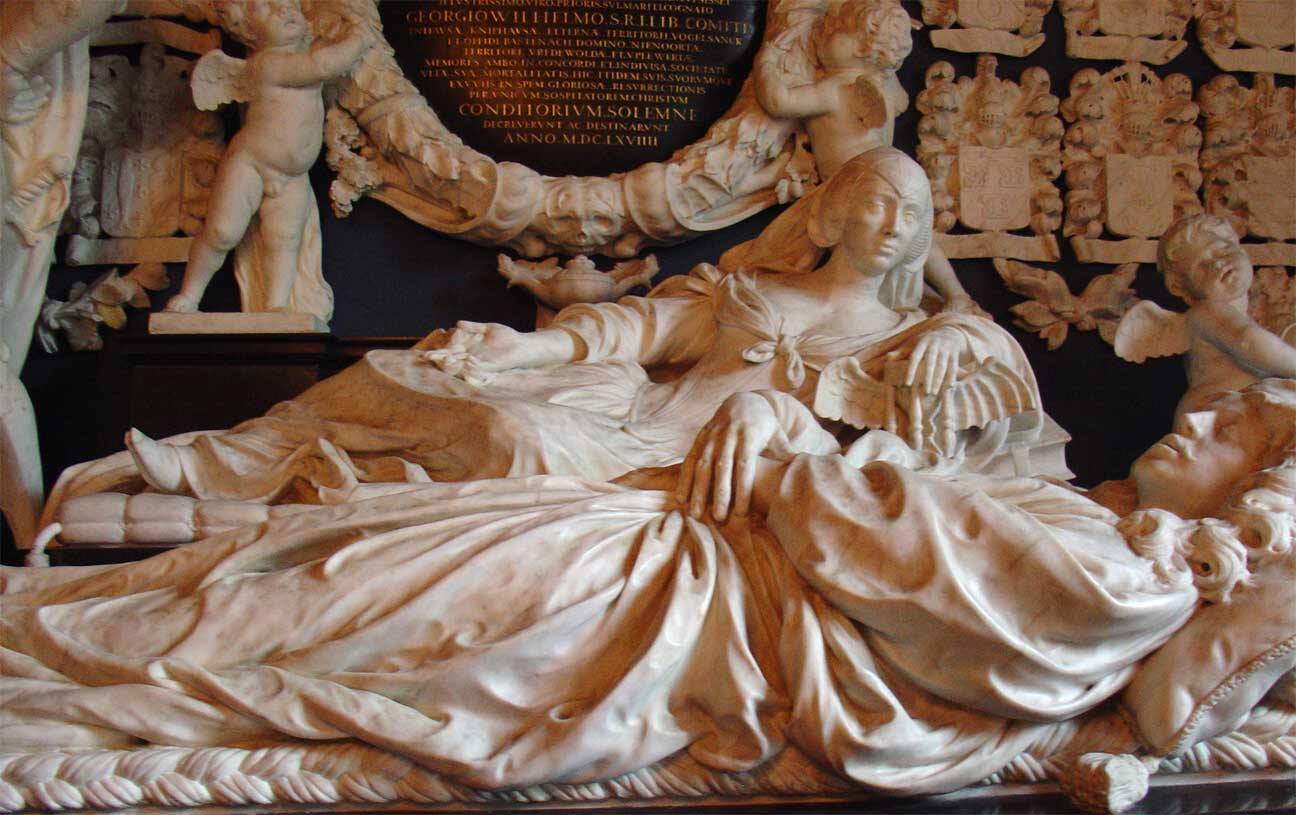
Надгробок представниці місцевої аристократії
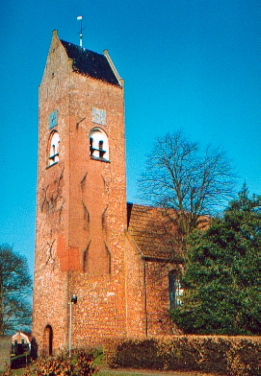
Церква у Толберті